# Keraitas
Los Keraitas (en mongol: Кэрэйд Kereyd) fueron un pueblo mongol (aunque algunos historiadores aseguran que tienen un origen turco) que habitó el Asia Central. Se establecieron cerca del río Orhon, al oeste del río Tuul y norte del río Ongiin. Vivieron al este de los naimanos, y es probable que el área alrededor de Ulán Bator, la actual capital de Mongolia, estuviera habitada por ellos. De acuerdo con el sirio Gregorio Bar Hebraeus, los keraitas se convirtieron al cristianismo nestoriano aproximadamente en el año 1008.
Estaban organizados como una confederación y así influenciaron la futura organización política entre los mongoles. También tenían influencia religiosa sobre los mongoles a través del matrimonio entre los miembros de la realeza; por ejemplo, la mayor de las nueras de Gengis Kan era una princesa keraita nestoriana.
Los keraitas fueron parte de la nación mongola unificada por Gengis Kan en los primeros años del siglo XIII. Su jan Toghrul, quien fuera padre adoptivo de Gengis Kan cuando aún se llamaba Temujin, recibió el título de Wang Jan de parte del emperador Jin en 1183. Aparentemente, la leyenda del Preste Juan está conectada con los gobernantes cristianos keraitas, siendo en un punto de la leyenda el Preste Juan explícitamente identificado con el Wang Jan.